# Nogometni Klub Osijek 2015-2016
Questa voce raccoglie le informazioni riguardanti il Nogometni Klub Osijek nelle competizioni ufficiali della stagione 2015-2016.

## Rosa
| N. |                    | Ruolo | Calciatore        |
| -- | ------------------ | ----- | ----------------- |
| 1  | Croazia (bandiera) | P     | Zvonimir Mikulić  |
| 4  | Croazia (bandiera) | C     | Hrvoje Kurtović   |
| 5  | Croazia (bandiera) | C     | Benedik Mioč      |
| 6  | Croazia (bandiera) | D     | Ivica Džolan      |
| 7  | Croazia (bandiera) | D     | Matija Špičić     |
| 8  | Croazia (bandiera) | C     | Aljoša Vojnović   |
| 9  | Croazia (bandiera) | A     | Nikola Mandić     |
| 10 | Croazia (bandiera) | A     | Antonio Perošević |
| 11 | Croazia (bandiera) | A     | Goran Roce        |
| 12 | Croazia (bandiera) | P     | Borna Žitnjak     |
| 13 | Croazia (bandiera) | P     | Marko Malenica    |
| 15 | Croazia (bandiera) | D     | Zoran Arsenić     |
| 16 | Croazia (bandiera) | C     | Tomislav Radotić  |
| 18 | Croazia (bandiera) | A     | Tomislav Štrkalj  |
| 19 | Croazia (bandiera) | C     | Zoran Lesjak      |
| 20 | Croazia (bandiera) | C     | Lovro Anić        |

| N. |                    | Ruolo | Calciatore       |
| -- | ------------------ | ----- | ---------------- |
| 21 | Croazia (bandiera) | C     | Mile Škorić      |
| 22 | Croazia (bandiera) | C     | Tomislav Šorša   |
| 23 | Croazia (bandiera) | A     | Alen Grgić       |
| 24 | Croazia (bandiera) | C     | Tomislav Šarić   |
| 26 | Croazia (bandiera) | D     | Nikola Matas     |
| 27 | Croazia (bandiera) | D     | Tomislav Čuljak  |
| 28 | Croazia (bandiera) | C     | Andrej Lukić     |
| 30 | Croazia (bandiera) | C     | Josip Knežević   |
| 77 | Croazia (bandiera) | C     | Josip Špoljarić  |
| ?  | Croazia (bandiera) | C     | Matej Grafina    |
| ?  | Croazia (bandiera) | C     | Mihael Pongračić |
| ?  | Croazia (bandiera) | D     | Andrej Šimunec   |
| ?  | Croazia (bandiera) | C     | Matej Bekavac    |
| ?  | Croazia (bandiera) | C     | Matija Čakalić   |
| ?  | Croazia (bandiera) | D     | Hrvoje Bukvić    |

## Risultati

### Prva HNL
| Arbitro: | Marijo Strahonja |

|  |           |            |
|  | Marcatori | 30’ Mandić |

| Arbitro: | Igor Križarić |

|             |           |             |
| Radotić 11’ | Marcatori | 15’ Soudani |

| Arbitro: | Marin Vidulin |

|                           |           |           |
| Blagojević 21’ Špehar 24’ | Marcatori | 66’ Šorša |

| Arbitro: | Željko Frković |

|                           |           |                       |
| Perošević 66’ Lukić 90+6’ | Marcatori | 55’ Repić 86’ Nikolić |

| Arbitro: | Fran Jović |

|                                          |           |  |
| Paracki 35’ Radotić 69’ (aut.) Delić 84’ | Marcatori |  |

| Arbitro: | Marko Matoc |

|  |           |             |
|  | Marcatori | 61’ Doležal |

| Arbitro: | Domagoj Vučkov |

|                                    |           |  |
| Maloku 19’ Bencun 90+1’ Caktaš 87’ | Marcatori |  |

| Arbitro: | Duje Strukan |

|                                                       |           |  |
| Balaj 16’, 49’ Bezjak 32’ Mitrović 43’ Sharbini 90+3’ | Marcatori |  |

| Arbitro: | Bruno Marić |

|                                             |           |                        |
| Perošević 27’ (rig.), 87’ (rig.) Roce 90+1’ | Marcatori | 90+3’ (rig.) Čeliković |

| Osijek 18 settembre 2015, ore 18:00 10ª giornata | Osijek       | 0 – 0 referto | NK Zagabria | Stadio Gradski vrt (800 spett.)\| Arbitro: \| Duje Strukan \| |
| Arbitro:                                         | Duje Strukan |               |             |                                                               |

| Arbitro: | Jurica Mihalj |

|                                        |           |           |
| Hodžić 11’, 40’ Henríquez 17’ Musa 78’ | Marcatori | 83’ Grgić |

| Arbitro: | Marin Vidulin |

|  |           |             |
|  | Marcatori | 78’ Bagarić |

| Arbitro: | Željko Frković |

|                       |           |                 |
| Svraka 63’ Bouhna 78’ | Marcatori | 58’ (rig.) Roce |

| Osijek 23 ottobre 2015, ore 18:00 14ª giornata | Osijek       | 0 – 0 referto | Slaven Belupo | Stadio Gradski vrt (627 spett.)\| Arbitro: \| Duje Strukan \| |
| Arbitro:                                       | Duje Strukan |               |               |                                                               |

| Arbitro: | Bruno Marić |

|               |           |            |
| Marić 6’, 53’ | Marcatori | 15’ Škorić |

| Arbitro: | Dalibor Mlakar |

|           |           |  |
| Šarić 41’ | Marcatori |  |

| Arbitro: | Marko Matoc |

|              |           |            |
| Škorić 90+4’ | Marcatori | 45’ Bezjak |

| Zaprešić 27 novembre 2015, ore 16:00 18ª giornata | Inter Zaprešić | 0 – 0 referto | Osijek | ŠRC Zaprešić (450 spett.)\| Arbitro: \| Bruno Marić \| |
| Arbitro:                                          | Bruno Marić    |               |        |                                                        |

| Arbitro: | Goran Gabrilo |

|  |           |           |
|  | Marcatori | 22’ Šarić |

| Arbitro: | Mario Zebec |

|  |           |           |
|  | Marcatori | 41’ Pjaca |

| Arbitro: | Dalibor Mlakar |

|                  |           |           |
| Matas 89’ (aut.) | Marcatori | 76’ Grgić |

| Osijek 13 febbraio 2016, ore 15:00 22ª giornata | Osijek      | 0 – 0 referto | Istria 1961 | Stadio Gradski vrt (2 000 spett.)\| Arbitro: \| Mario Zebec \| |
| Arbitro:                                        | Mario Zebec |               |             |                                                                |

| Arbitro: | Jurica Mihalj |

|            |           |  |
| Ozobić 38’ | Marcatori |  |

| Arbitro: | Marko Matoc |

|                      |           |                                 |
| Perošević 81’ (rig.) | Marcatori | 6’, 90’ Grezda 83’ Andrijašević |

| Arbitro: | Ivan Bebek |

|                     |           |                     |
| Sušić 11’ Nižić 36’ | Marcatori | 7’ Šorša 90+5’ Mioč |

| Arbitro: | Fran Jović |

|                             |           |                      |
| Bezjak 90+3’ Gavranović 52’ | Marcatori | 89’ (rig.) Perošević |

| Arbitro: | Mario Zebec |

|          |           |  |
| Grgić 9’ | Marcatori |  |

| Arbitro: | Bruno Marić |

|                |           |  |
| Grgić 22’, 47’ | Marcatori |  |

| Arbitro: | Igor Križarić |

|                                           |           |  |
| Taravel 36’ Henríquez 65’ Fernandes 90+2’ | Marcatori |  |

| Osijek 8 aprile 2016, ore 18:00 30ª giornata | Osijek     | 0 – 0 referto | RNK Spalato | Stadio Gradski vrt (926 spett.)\| Arbitro: \| Ivan Bebek \| |
| Arbitro:                                     | Ivan Bebek |               |             |                                                             |

| Pola 15 aprile 2016, ore 20:00 31ª giornata | Istria 1961 | 0 – 0 referto | Osijek | Stadio Aldo Drosina (1 137 spett.)\| Arbitro: \| Fran Jović \| |
| Arbitro:                                    | Fran Jović  |               |        |                                                                |

| Osijek 21 aprile 2016, ore 19:00 32ª giornata | Osijek       | 0 – 0 referto | Slaven Belupo | Stadio Gradski vrt (1 500 spett.)\| Arbitro: \| Duje Strukan \| |
| Arbitro:                                      | Duje Strukan |               |               |                                                                 |

| Arbitro: | Marin Vidulin |

|                                |           |  |
| Aralica 72’ Arsenić 86’ (aut.) | Marcatori |  |

| Arbitro: | Igor Pajač |

|                   |           |                  |
| Knežević 50’, 74’ | Marcatori | 84’ (rig.) Sušić |

| Arbitro: | Bruno Marić |

|           |           |                |
| Lukić 90’ | Marcatori | 54’ Gavranović |

| Arbitro: | Ivan Bebek |

|                                                      |           |                         |
| Nestorovski 40’ (rig.), 51’, 85’ (rig.) Bočkaj 90+4’ | Marcatori | 52’ Perošević 81’ Žaper |

### Hrvatski kup
| Arbitro: | Marko Matoc |

|           |           |                              |
| Grčić 89’ | Marcatori | 81’ Šarić 21’, 47’ Perošević |

| Arbitro: | Marijo Strahonja |

|  |           |                        |
|  | Marcatori | 69’ Štrkalj 78’ Mandić |

| Arbitro: | Jurica Mihalj |

|                               |                      |                    |
| Savić 47’                     | Marcatori            | 54’ Lesjak         |
| Ejupi Ozobić Crepulja Paracki | Tiri di rigore 4 – 1 | Škorić Lukić Šarić |